# 美形金钮扣
美形金钮扣（学名：Spilanthes callimorpha）为菊科金钮扣属下的一个种。

## 扩展阅读
維基物種上的相關：美形金钮扣